# 塩川文麟
塩川 文麟（しおかわ ぶんりん、文化5年（1808年） - 明治10年（1877年）5月11日）は、江戸時代末から明治初期の日本画家。幼名は隼人、字は子温もしくは士温、号は初めは雲章、後に文麟、別に可竹斎や泉声答斎や木仏老人など、通称は図書（ずしょ）。
幕末の京都を代表する絵師の一人で、同じ四条派の横山清暉、岸派の岸連山、円山派の中島来章と共に、幕末の平安四名家と称された。

## 伝記

### 生い立ち
文化5年（1808年）、京都の安井門蓮華光院門跡に仕える者（久保遠州と称したと言われる）の子として生まれる。塩川家の遠祖は多田源氏で、代々摂津国川辺郡山下郷（現兵庫県川西市）に居する郷士だったという。父の代に京都に出て、鷹司家に仕えた。同家の公子が蓮華光院門跡になるに際して付き従い、安井宮諸大夫久保某の家を継ぎ、久保遠江守を名乗った。
文政3年（1820年）13歳で両親を失い、久保の姓を淀藩士某に譲って、家系元来の塩川に復し、安井門跡の侍臣となった。しかし、文麟は生来絵が好きで、門主が原在中に絵を学ぶのを見ながら自らも励んでいるうちに認められ、主命に従って岡本豊彦の門に入り、やがて安井門跡の御抱絵師となるに至る。安井門跡との深い関係は、安井門跡跡地の墓地に、塩川の妻の名があることからも窺える。

### 画風

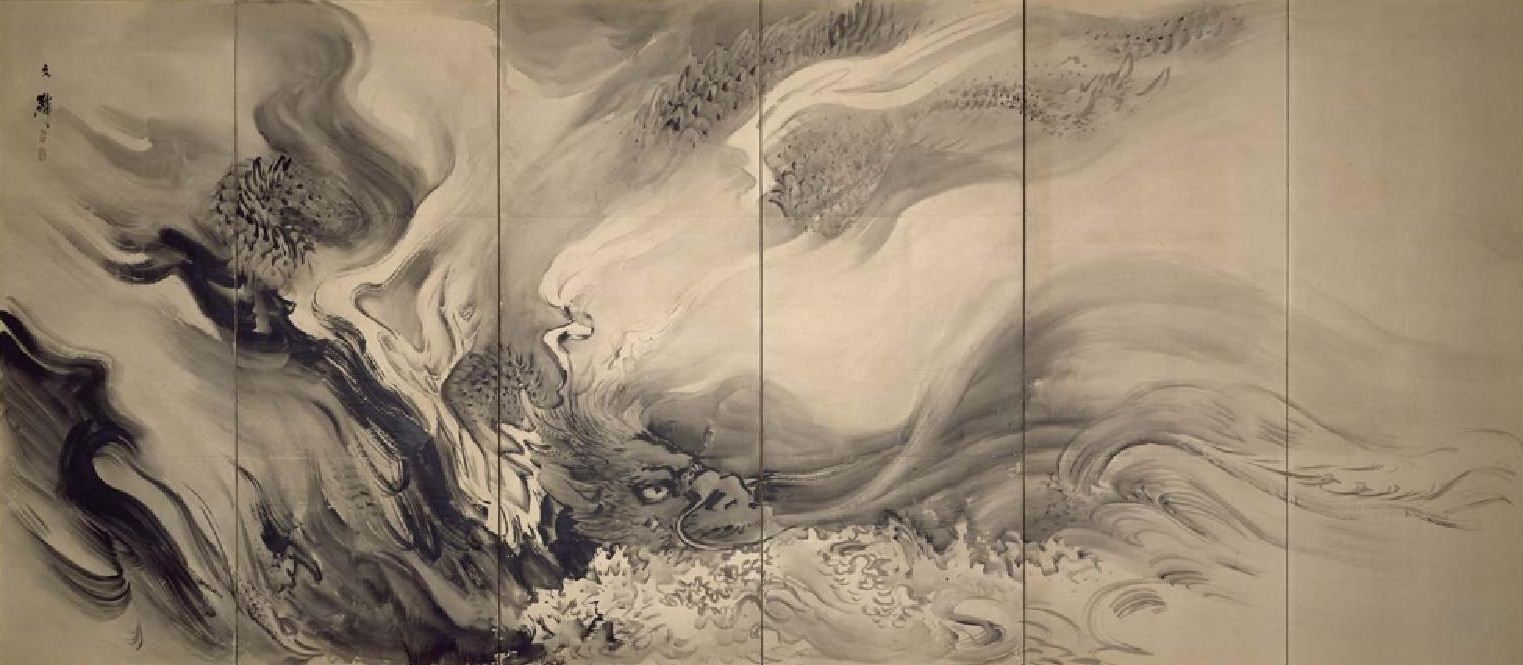

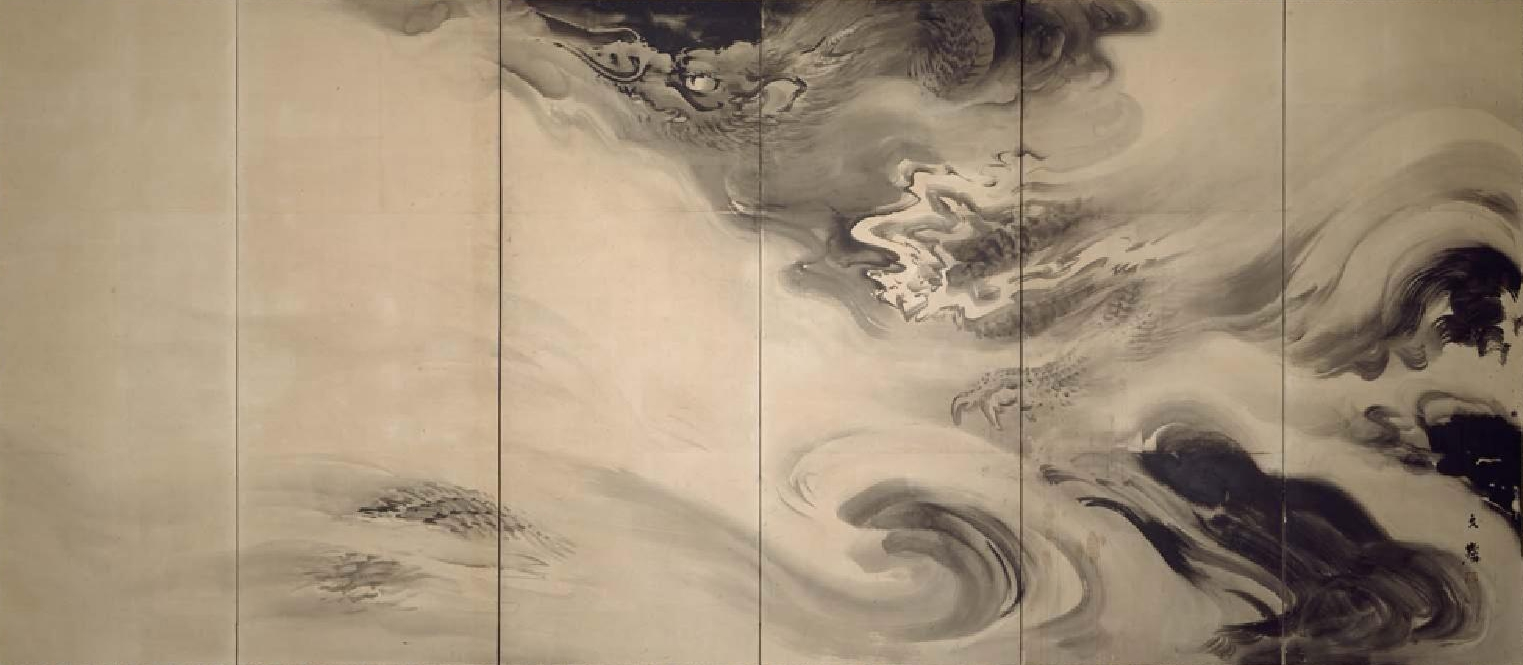

伝統的な四条派の技法を受け継ぎながら、中国の山水画も学び、明治に入ってからは西洋の画風も積極的に取り入れ、文人画の精神性や近代的な感覚を加味した。掛軸のように縦長の画面よりも、横長の画面にその特色を見ることが出来る。文麟は智にたけた技巧派肌の画家で、山水画が中心であったが、花鳥画や人物画もこなし、画域が非常に広かった。師である豊彦が暮景にひたりきって、もののあわれを味わうと言う画風に対して、文麟はもっと傍観的で、きびきびとした画風である。文麟にとっては抒情的であるよりも、むしろ変化に富んでいて、眼を楽しませる要素の強い方が好ましかったようである。文麟の画風の影響は、明治から現代の画壇にまで見ることが出来る。このような文麟の絵はアメリカ人に好まれ、代表作の幾つかはアメリカの美術館の所蔵になっている。

### エピソード
幅広い画風を持ち、豊彦の師である松村呉春が、たまたま文麟の絵を見る機会があった時、これを賞めて豊彦に、「おまえは良い弟子を持ったものだ、この者は必ず大成するぞ」と語ったという。このように文麟は、早くから嘱望されていて、優等生的なところや包容力の大きいところが多分にあったようである。
父に続いて心情的な尊王攘夷派であり、薩摩藩士とも交流があったが、それを表面に出すことはあまりなく、安政の大獄の頃には、「余は画工漫（みだり）に本文を謬（あやま）り、刀鋸に触るるを智となさず」と言って、近江の日野（現在の日野町）に引きこもり、用に応じて京都に出るといった生活を送った。
また、師の豊彦には元来一徹で怒りっぽく、意にそわないことがあると家内の者に憤怒してやまないような性格があったが、そんな時に文麟が来てなだめると、文麟の意に従って怒るのをやめた場合がよくあったという。

### 弟子・門下生
- 幸野楳嶺
- 塩川文鳳
- 鈴木松年
- 野村文挙
- 内海吉堂
- 山田文厚

## 略歴
- 1808年（文化5年） 京都の安井宮蓮華光院の門跡に仕える者の子として生まれる。
- 1820年代（文政頃） 醍醐寺三宝院新居之間の襖絵を描く。
- 1836年（天保7年） 綾部、舞鶴などを旅して作品を遺す。
- 1847年（弘化4年） 蛸薬師新町西に住む画人として皇都画人名録に名が出る。
- 1853年（嘉永6年） ペリー浦賀に入港。勤皇の志厚く、薩摩の志士小松帯刀、高崎正風などと交わり、幕府の執政を痛論する。また中島来章に代わって薩摩藩主を二本松の邸に訪れ、大楠公を描いたりもした。この年継室を容れて初めての子（長男文鵬、画家）をもうける。
- 1855年（安政2年） 新御所の建設に当たり「耕作図」と「新樹」を描く。
- 1857年（安政4年） 3月23日、妻が亡くなる。戒名は「智観院妙照日義大姉」[2]。
- 1858年（安政5年） 近江の日野で頼三樹三郎、宇喜多一蕙などが江戸に拉致されるのを見る。その後2年ほど近江に居をすえる[3]。
- 1860年（万延元年） 皇女和宮降家ととのい、その手鑑用として近江八景を、また大樹公への御贈進用として絵巻物及び耕作養蠶図などを調進する。
- 1862年（文久2年） この頃しばしば万亭に出入りする。
- 1967年（慶応3年） この頃、土佐光文、円山応立などと如雲社を設立する。
- 1871年（明治4年） 中島来章の弟子であった幸野楳嶺、文麟の門に入る。
- 1875年（明治8年） 出品物を審査するに至った第四回京都博の品評方をつとめる。
- 1877年（明治10年） 5月11日歿。東山一心院に葬られる[4]。

## 代表作
| 作品名                               | 技法               | 形状・員数 | 寸法（縦x横cm）    | 所有者                         | 年代                 | 落款・印章 | 備考 |
| ------------------------------------ | ------------------ | ---------- | ------------------ | ------------------------------ | -------------------- | --- | --- |
| 報恩寺本堂障壁画                     | 紙本墨画淡彩       | 襖44面     |                    | 舞鶴市・報恩寺                 | 1836年（天保7年）    | | 京都府指定文化財。内訳は「山水図」8面・「群鶴図」18面・「虎図」4面・「龍図」8面・「群仙図」6面。                                           |
| 東山寺障壁画                         |                    |            |                    | 舞鶴市・東山寺                 | 1836年（天保7年）    | | |
| 龍図絵馬                             |                    |            |                    | 宝厳寺                         | 1838年（天保9年）    | | |
| 桃太郎鬼ヶ島図（右隻・左隻）         | 紙本金地著色       | 四曲一双   |                    | ボストン美術館                 | 1852年（嘉永5年）    | | |
| 竜王図                               | 紙本墨画淡彩       | 襖8面      |                    | 来迎寺（京都市中京区）         | 嘉永年間             | 款記「文麟」/「鹽文麟印」                                                                                           | |
| 和耕作図                             | 紙本墨画淡彩金泥引 | 襖16面     |                    | 京都御所                       | 1855年（安政2年）    | | 御常御殿御小座敷下の間襖絵。なお文麟はこの時、皇后宮常御殿御化粧の間も担当している。                                                       |
| 近江八景                             | 紙本著色           | 六曲一双   | 166.5x372.0（各）  | 滋賀県立近代美術館             | 1858年（安政5年）    | | |
| 蘭亭曲水図屏風                       | 紙本墨画淡彩       | 六曲一双   | 173.3x370.0（各）  | 練馬区立美術館                 | 1858年（安政5年）    | | |
| 夏冬山水図                           | 紙本墨画淡彩       | 六曲一双   | 159.8x348.4 （各） | フリーア美術館                 | 1860年（万延元年）   | | |
| 嵐山春景・平等院雪景図               | 紙本淡彩           | 六曲一双   | 154.0x334.4（各）  | 京都国立博物館                 | 1863年（文久3年）    | | |
| 平等院雪景図屏風                     | 紙本墨画淡彩       | 六曲一隻   | 87.2x266.4         | 京都国立博物館                 | 江戸時代             | | |
| 由良之助遊宴図                       | 紙本着色           | 六曲一双   |                    | 個人                           | 1863年（文久3年）    | | |
| 遠弧棲之図                           | 紙本墨画淡彩       | 六曲一双   |                    | 海の見える杜美術館             | 1866年（慶応2年）    | 款記・右隻「慶応丙寅春日于 遠弧棲倣謝翁意 京作塩文麟」・左隻「丙寅秋日文麟作」                                      | |
| 近江八景図                           | 紙本墨画・著色     | 8幅        | 140.0x69.8（各）   | 嵐亭コレクション（京都）       | 1867年（慶応3年4月） | 「比良暮雪」に款記「慶應丁卯仲呂製干山気夕佳處東窓下可竹道人塩文麟」 各幅に「文麟之印」白文方印・「子温甫」朱文方印 | |
| 四神四獣図                           |                    | 六曲一双   |                    | 個人（大阪市立美術館寄託）     | 1870年（明治3年）    | | |
| 三傑図                               | 紙本墨画           | 六曲二双   |                    | 清水寺                         | 1871年（明治4年）    | 款記・「明治辛未白露泉聲答斎塩文麟写」「可竹道人塩文麟筆」                                                          | 六曲二双の大画面に、諸葛亮・関羽・張飛の蜀漢の三傑を描く。                                                                                 |
| 渓流蛍図                             | 紙本墨画淡彩       | 六曲一双   |                    | ネルソン・アトキンス美術館     | 1874年（明治7年）    | | |
| The Poet Li Bo's Visit to Mount Emei | 紙本金地墨画淡彩   | 六曲一双   | 151.4x352.1（各）  | メトロポリタン美術館           | 1875年（明治8年）    | | |
| 雲龍図屏風（右隻・左隻）             | 紙本墨画           | 六曲一双   | 155.2x349.8（各）  | ボストン美術館                 | 明治時代             | | |
| 旧雲所軒襖絵屏風障壁画               | 紙本金地著色       | 二曲一双   | 154.0x172.0（各）  | 南丹市・龍興寺                 | 19世紀               | | 鶴が7羽描かれた元は襖絵の屏風。雲所軒は龍興寺の9つあった塔頭寺院の一つだが、明治29年（1896年）に雲龍寺として高知県吾川郡いの町へ移転した。 |
| 西来寺障壁画                         |                    |            |                    | 南丹市・西来寺                 |                      | | |
| 高砂図                               | 紙本著色           | 六曲一双   | 153.04x353.7（各） | ロサンゼルス・カウンティ美術館 |                      | | |